# Алкужские Борки
Алкужские Борки — село в Моршанском районе Тамбовской области России. Входит в Алкужборковского сельсовета.

## География
Село находится на берегу реки Цна, на расстоянии 16 км к северу от города Моршанск, административного центра района, и 99 км к северу от города Тамбов, административного центра области.

## Население
| 2002 | 2010 |
| ---- | ---- |
| 482  | ↘351 |

### Национальный состав
Согласно результатам переписи 2002 года, в национальной структуре населения русские составляли 99 % из 482 чел.